# Vojtěch Krch
Vojtěch Krch, křtěný Vojtěch Edvard František (23. července 1892 Hořice – 20. listopadu 1966 Praha), byl český architekt, teoretik architektury a pedagog.

## Život
Vojtěch Krch, se narodil do rodiny Václava Krcha, učitele na kamenické a sochařské škole v Hořicích. Po absolvování reálky v Hradci Králové vystudoval Vysokou školu architektury a pozemního stavitelství na ČVUT v Praze, kde dokončil studia v roce 1916. Po studiích působil mezi lety 1916 a 1919 na ČVUT jako asistent profesora Josefa Bertla.
Krch navrhoval různé obytné, železniční, administrativní i průmyslové stavby. V letech 1919–1920 pracoval jako projektant na Ministerstvu železnic a následně od roku 1920 působil ve firmě Ing. Záruba-Pfeffermann v Praze. V roce 1923 se oženil s Boženou Zárubovou-Pfeffermannovou, dcerou majitele zmíněné firmy, která byla návrhářkou interiérů a teoretičkou kultury bydlení. Návrhu některých interiérů se manželé Krchovi věnovali společně.
Od roku 1928 Krch ukončil působení ve tchánově firmě a začal pracovat samostatně. Ve 20. letech vytvořil návrhy nádražních budov v České Třebové, Hněvicích a Tatranské Štrbě, které byly ovlivněny kubismem. Koncem 20. let navrhl výpravní budovu v Poděbradech, která se stala vůbec první železniční stanicí vystavěnou ve funkcionalistickém slohu v Čechách. Ve funkcionalistickém duchu navrhl také nádraží v Roudnici nad Labem. Mezi jeho další díla patří budova ředitelství Československých státních drah v Olomouci (dnes sídlo Správy železnic), pavilon pro Maroldovo panorama bitvy u Lipan na Výstavišti Praha či rodinné vily na Barrandově v Barrandovské 155/15.

V roce 1932 získal doktorát za disertační práci o komunikacích Velké Prahy a v roce 1935 předložil habilitační práci s názvem Okno, součást obytné místnosti. Dlouhodobě působil jako pedagog na ČVUT (1932–1966), kde se postupně stal také děkanem a prorektorem. Byl členem Syndikátu výtvarných umělců v Praze (SIA) a působil jako šéfredaktor časopisu Spolku výtvarných umělců. 

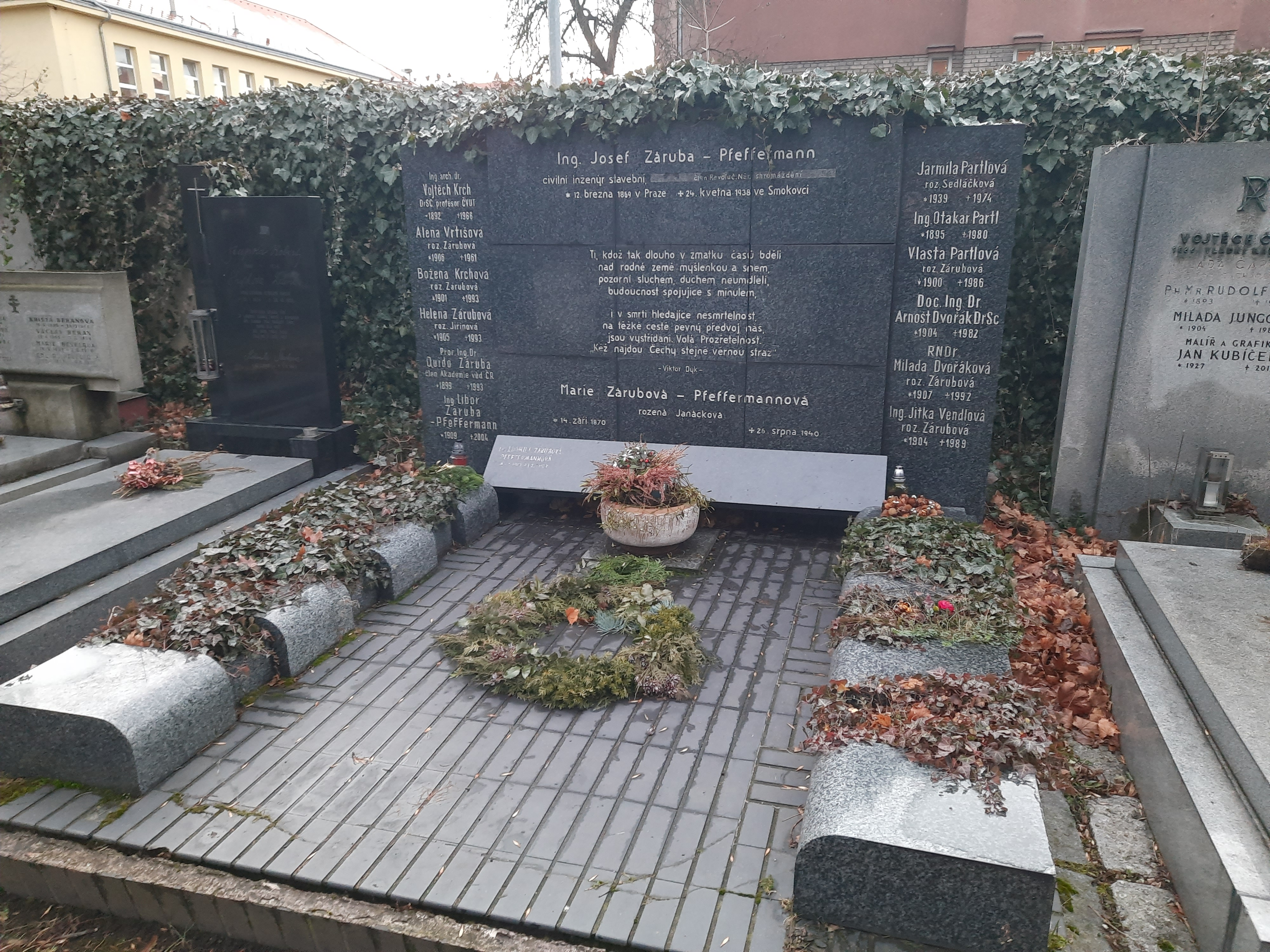
Hrobka rodiny Zárubovy na Bubenečském hřbitově, kde je Vojtěch Krch pohřben

Zemřel 20. listopadu 1966 v Praze ve věku 74 let. Pohřben byl na Bubenečském hřbitově.

## Dílo

### Realizace[3]
- 1919–1922 – Výpravní budova, Štětí – Hněvice
- 1920–1921 – Tiskárna ministerstva národní obrany, Křižíkova čp. 552/X., Praha – Karlín
- 1920–1924 – Výpravní budova, Česká Třebová
- 1925–1927 – Vila Františka Komárka, K Dolíkám čp. 121, Hradec Králové – Svobodné Dvory
- 1926 – Budova ředitelství ČSD, Olomouc
- 1926–1929 – Nájemní domy, Terronská čp. 657 – 659/XIX., Praha – Bubeneč
- 1927–1929 – Přestavba bývalé kadetní školy, Praha – Hradčany (spolu se Zárubou–Pfeffermannem).
- 1927–1928 – Rodinný dům s atelierem, Branická čp. 447/XV., Praha – Braník (spolu s Jaroslavem Maškem)
- 1928 – Výpravní budova, Štrba
- 1928–1931 – Výpravní budova, Poděbrady
- 1929–1930 – Vila, Barrandovská čp. 155/XVI., Praha – Hlubočepy
- 1930–1932 – Výpravní budova, Roudnice nad Labem (spolu s. M. Fikrem)
- 1931 – Vila Františka Komárka II., Hradec Králové – Svobodné Dvory (zbořeno)
- 1931–1932 – Vlastní vila, Kanadská čp. 1633/XIX., Praha – Dejvice (spolu s Boženou Krchovou)
- 1932–1933 – Penzion Tatra, Poděbrady
- 1933 – Rodinný dům, Tomanova čp. 1149/XVIII., Praha – Břevnov
- 1934 – Pavilon Panorámatu Bitvy u Lipan, Praha
- 1937 – Poštovní úřad, Kralupy nad Vltavou

### Soutěže a nerealizované návrhy
- 1924 – Plány na trať z Holešovic na Pelc-Tyrolku.
- 1924 – konkurs na regulaci Jaroměře, část Na Ptákách – 2. místo (s Janem Zázvorkou)
- 1926 – Regulační plán Luhačovic
- 1931 – Soutěž na kostel ve Vršovicích – čestné uznání

Blíže časově nespecifikované zůstává Krchovo autorství jisté vily v Pojizeří a účast v soutěži na regulační plán České Třebové, kde spolu s Ondřejem Bělinou obsadili 3. místo.
Spolu s manželkou Boženou v roce 1928 představili první návrh moderní racionalizované kuchyně v Československu, následně jej začátkem 30. let realizovali ve vlastní vile.

## Galerie

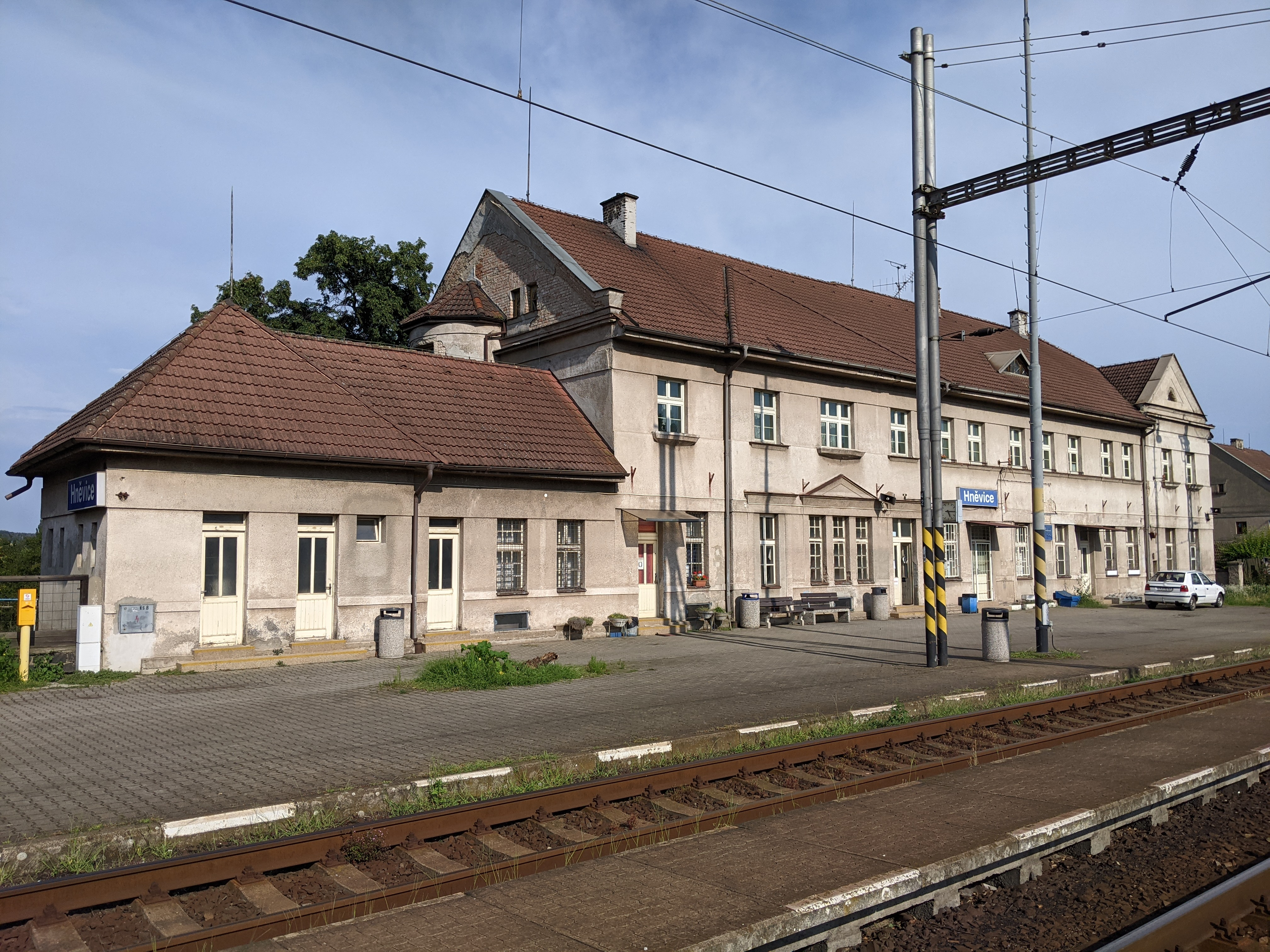
Výpravní budova Hněvice (1919–1922)
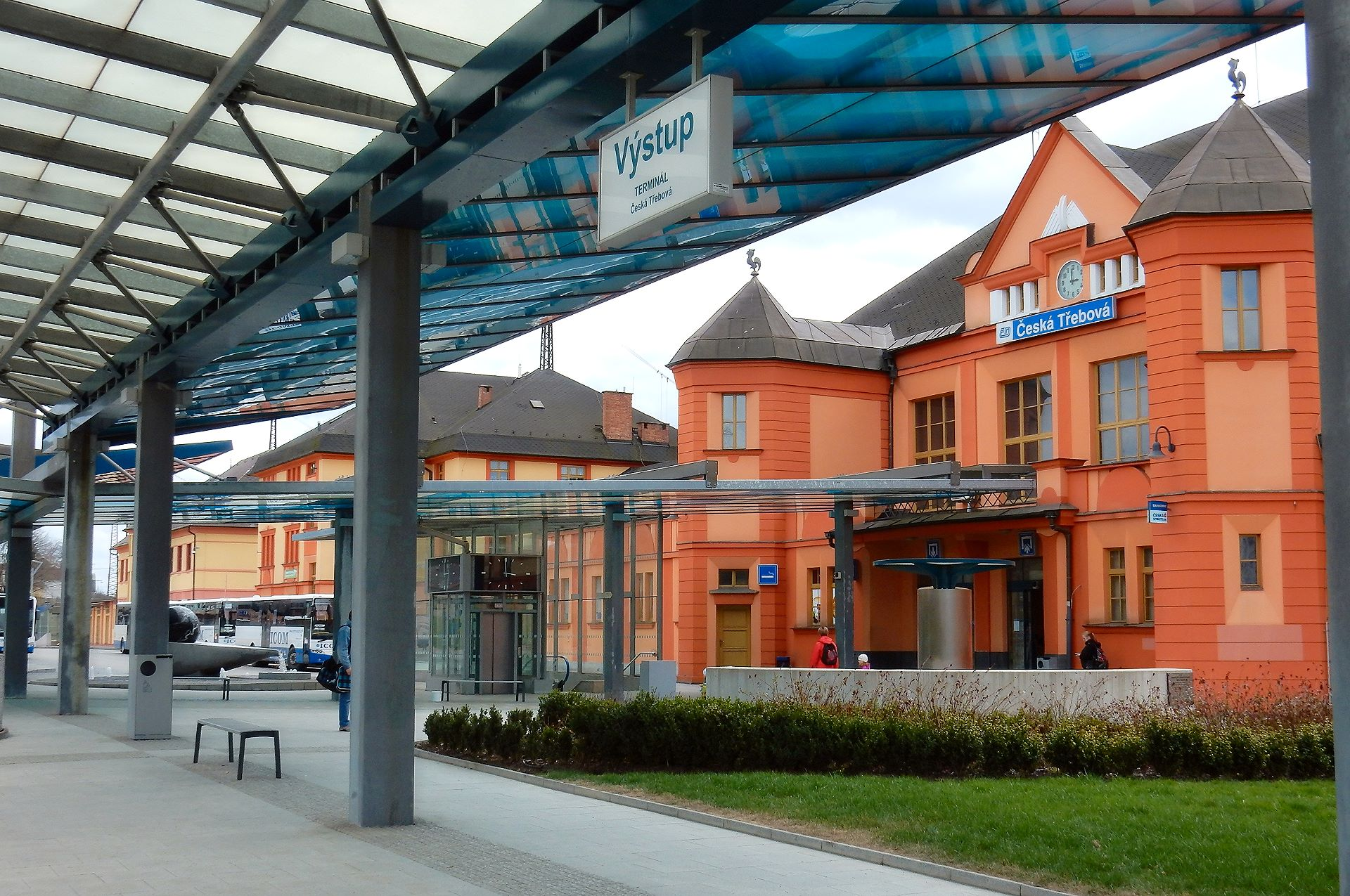
Výpravní budova Česká Třebová (1920–1924)
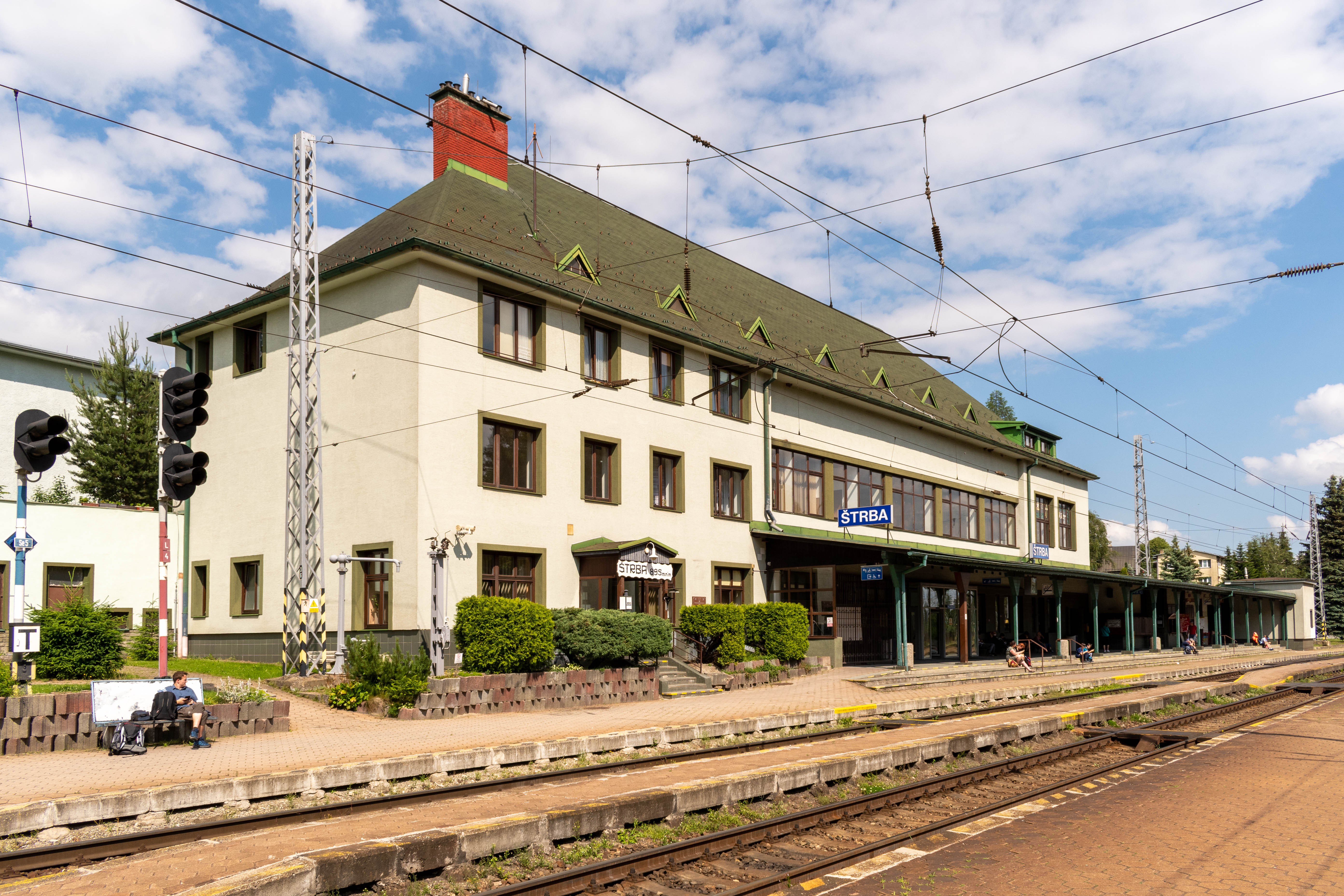
Výpravní budova Štrba (1928)
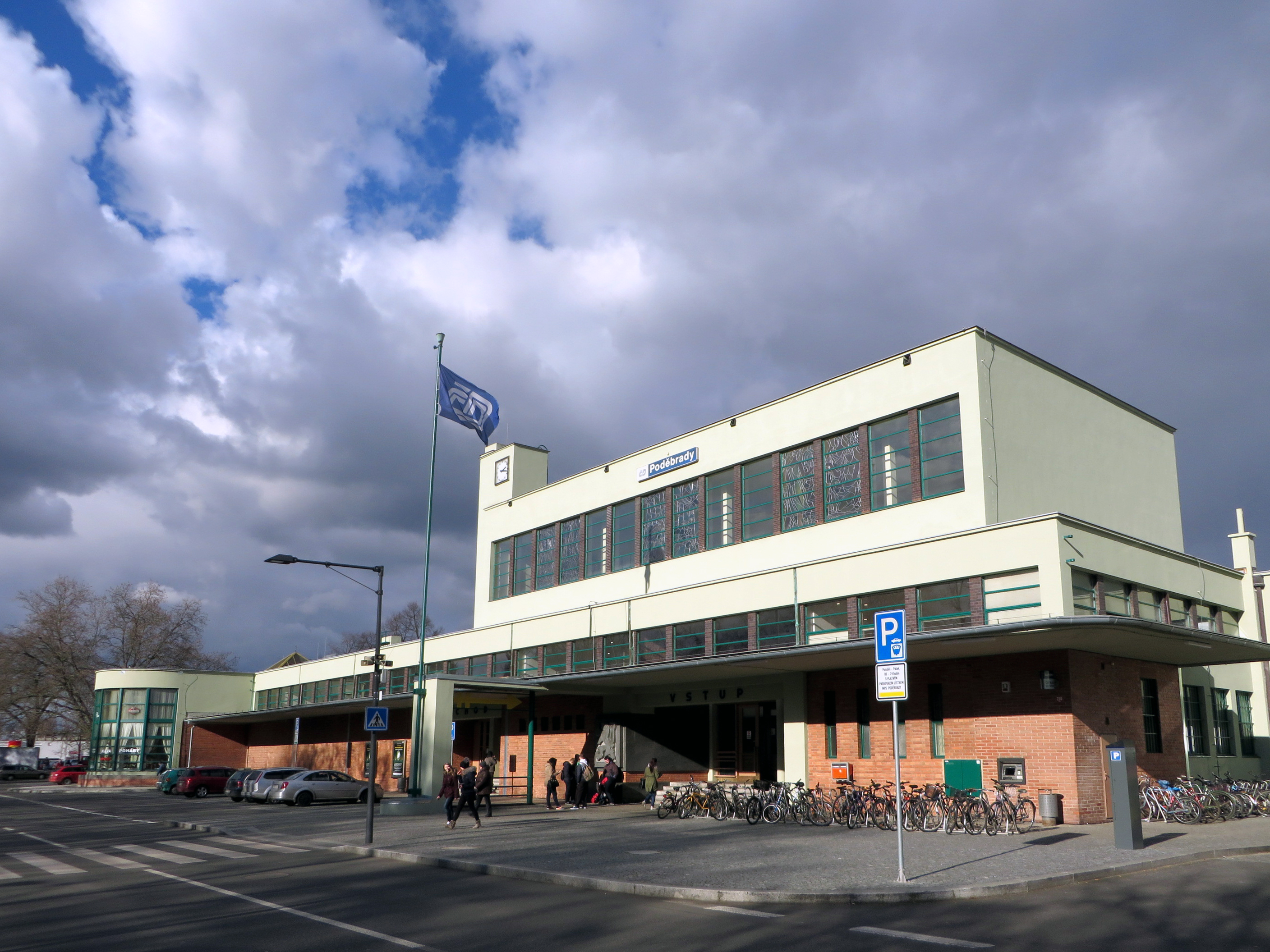
Výpravní budova Poděbrady (1928–1931)
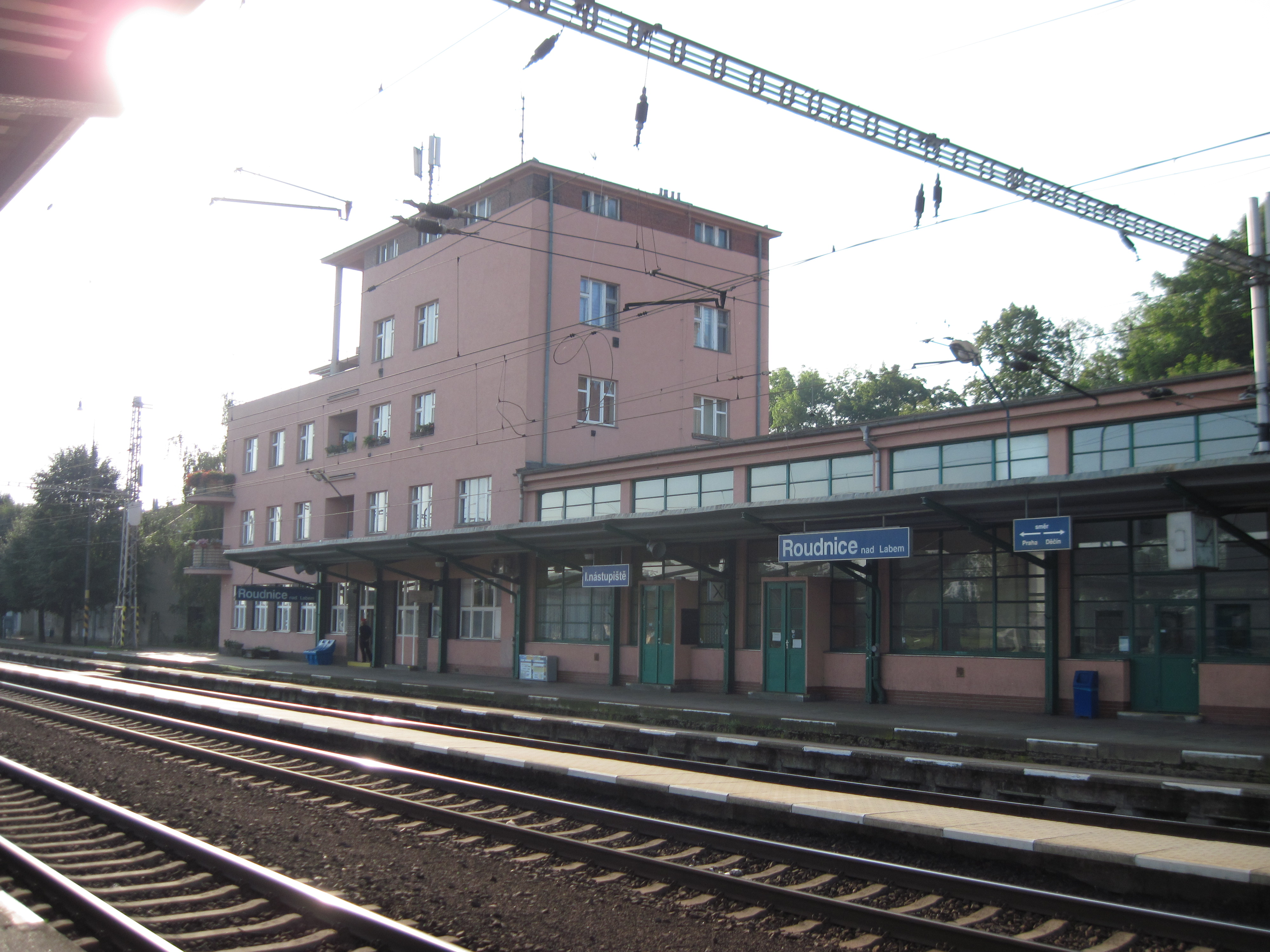
Výpravní budova Roudnice nad Labem (1930–1932)
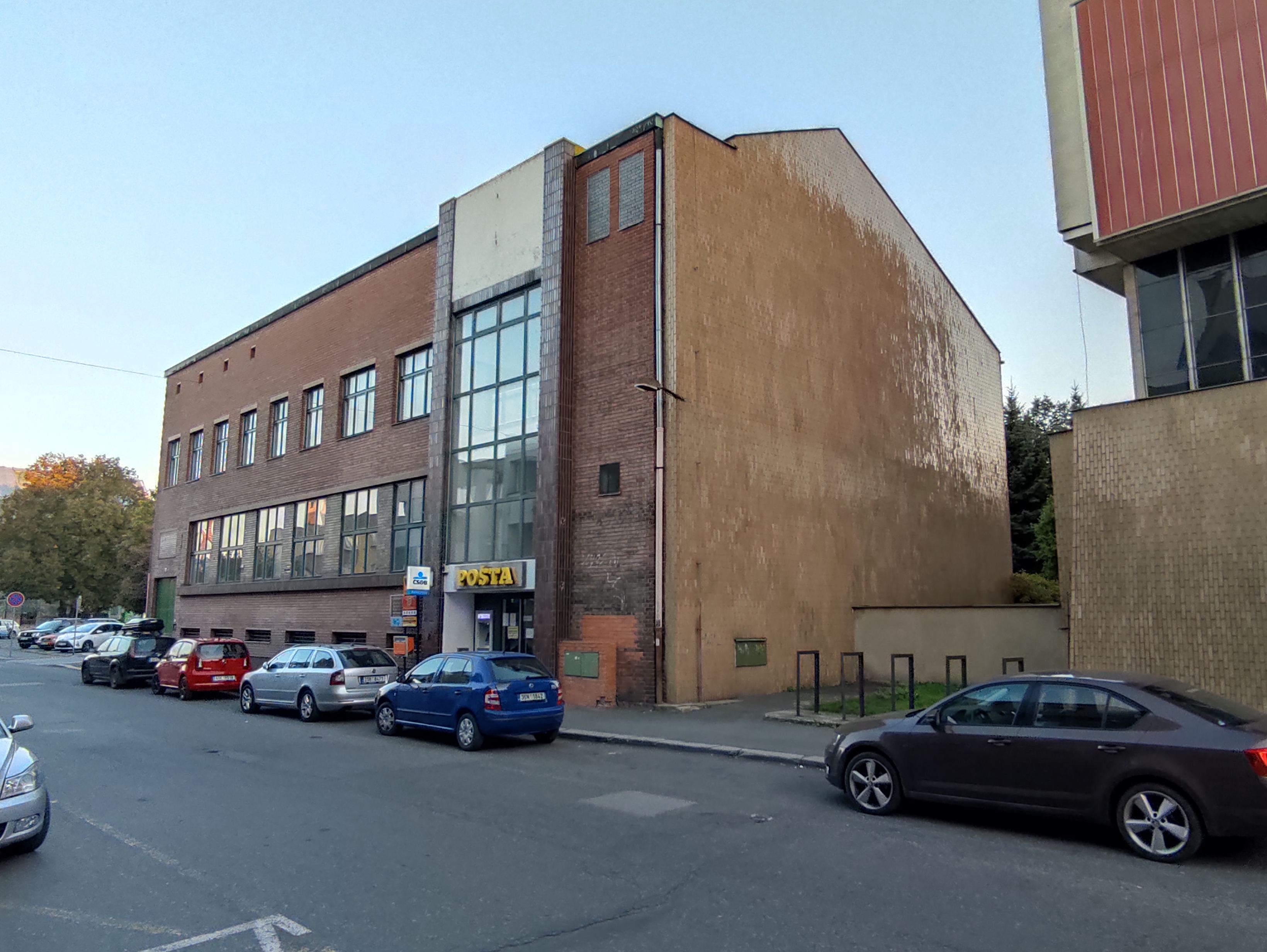
Pošta Kralupy nad Vltavou (1937)